# Tephroseris elodes
Tephroseris elodes là một loài thực vật có hoa trong họ Cúc. Loài này được (DC.) Holub miêu tả khoa học đầu tiên năm 1973.